# Картель, Николай Тимофеевич
Николай Тимофеевич Картель (род. 16 декабря 1948, Гоголев, Киевская область) — советский и украинский химик. Академик НАН Украины (2012, член-корреспондент с 2000), доктор химических наук (1990), профессор (1993). С 2008 года — директор Института химии поверхности им. А. А. Чуйко НАН Украины. Лауреат Государственной премии УССР в области науки и техники (1986).

## Биография
Родился в селе Гоголеве. Окончил химический факультет Киевского государственного университета, где учился в 1966—1971 гг. В 1971—1974 гг. учился в аспирантуре Института физической химии АН УССР и затем работал в этом институте до 1979 года. В 1979—1991 годах работал в Институте общей и неорганической химии АН Украины. В 1991—2007 гг. — заместитель директора по научной работе Института сорбции и проблем эндоэкологии НАН Украины. В 1994—2008 годах — по совместительству профессор Киево-Могилянской академии. Подготовил 11 кандидатов химических наук. C 2015 года — академик-секретарь Отделения химии НАН Украины.
Наряду с академиком В. В. Стрелко указывается среди украинских учёных, внесших значительный вклад в развитие сорбционных методов лечения.
Главный редактор журнала «Химия, физика и технология поверхности», член редколлегий журналов «Украинский химический журнал» и «Химия и технология воды», Вестника НАН Украины.
Участник ликвидации последствий аварии на Чернобыльской АЭС. Академик Академии технологических наук Украины и член её Президиума.
Отмечен премией Президиума АН УССР для молодых учёных (1976) и Премией президентов национальных академий наук Беларуси, Молдовы и Украины (1997).
Автор более 600 научных работ, в том числе трёх книг.
Супруга — физик Людмила Карачевцева, доктор технических наук.